# Портер Тауншип (округ Клінтон, Пенсільванія)
Портер Тауншип (англ. Porter Township) — селище (англ. township) в США, в окрузі Клінтон штату Пенсільванія. Населення — 1487 осіб (2020).

## Демографія
Згідно з переписом 2010 року, у селищі мешкало 1460 осіб у 565 домогосподарствах у складі 403 родин. Було 637 помешкань
Расовий склад населення:
| - 98,2 % — білих - 0,3 % — чорних або афроамериканців - 0,2 % — корінних американців - 0,1 % — азіатів |

До двох чи більше рас належало 0,6 %. Частка іспаномовних становила 1,8 % від усіх жителів.
За віковим діапазоном населення розподілялося таким чином: 23,8 % — особи молодші 18 років, 58,8 % — особи у віці 18—64 років, 17,4 % — особи у віці 65 років та старші. Медіана віку мешканця становила 41,7 року. На 100 осіб жіночої статі у селищі припадало 98,1 чоловіків;  на 100 жінок у віці від 18 років та старших — 98,6 чоловіків також старших 18 років.
Середній дохід на одне домашнє господарство  становив 66 383 долари США (медіана — 53 382), а середній дохід на одну сім'ю — 73 784 долари (медіана — 58 011). Медіана доходів становила 41 926 доларів для чоловіків та 31 765 доларів для жінок. За межею бідності перебувало 6,2 % осіб, у тому числі 8,5 % дітей у віці до 18 років та 6,1 % осіб у віці 65 років та старших.
Цивільне працевлаштоване населення становило 721 особа. Основні галузі зайнятості: освіта, охорона здоров'я та соціальна допомога — 16,9 %, виробництво — 15,5 %, сільське господарство, лісництво, риболовля — 13,3 %.